# Club Olimpo
El Club Olimpo, també conegut com a Olimpo de Bahía Blanca, és un club de futbol i basquetbol argentí de la ciutat de Bahía Blanca.

## Història
El club va ser fundat el 15 d'octubre de 1910. El 1982 disputà el Torneo Regional, perdent la eliminatòria del grup 1 davant el Mariano Moreno. La temporada 2005-06 descendí de primera divisió, perdent el play-off davant Belgrano. El 2007-08 i 2010-11 retornà a Primera Divisió novament.

## Palmarès

### Futbol
- Primera B Nacional: 2009-10[5]

### Basquetbol
- Campeonato Argentino de Clubes:
  - 1974, 1978